# 东北土当归
东北土当归（学名：Aralia continentalis）为五加科楤木属的植物。分布在朝鲜、俄罗斯以及中国大陆的吉林、辽宁、陕西、西藏、四川、河南、河北等地，生长于海拔800米至3,200米的地区，常生于森林下和山坡草丛中，目前尚未由人工引种栽培。

## 别名
长白楤木（东北木本植物图志）、香秸颗（河北土名）